# Ildar Irekowitsch Gilmutdinow

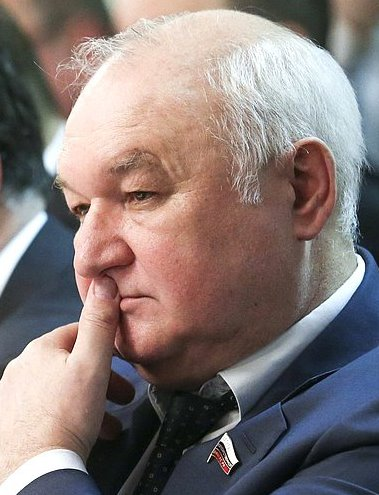
Ildar Irekowitsch Gilmutdinow

Ildar Irekowitsch Gilmutdinow (russisch Ильдар Ирекович Гильмутдинов; * 3. September 1962 im Dorf Kljantschejewo, Kamssko-Ustinski Rajon, RSFSR, UdSSR) ist ein russischer Politiker und seit 2003 Abgeordneter der russischen Duma von der Fraktion „Einiges Russland“.

## Leben
Gilmutdinow ist ein ethnischer Tatare. Im Jahr 1983 schloss er das Physikstudium an der Fakultät für Physik und Mathematik des Staatlichen Pädagogischen Instituts in Kasan ab. Danach war er Mitte der 1980er Jahre als Physiklehrer, anschließend als Schuldirektor im Kamssko-Ustinski Rajon tätig.
Seit 1990 war er Sekretär des Tatarischen Regionalkomitees des Komsomol (WLKSM) und seit 1992 Vorstandsvorsitzender des „Rates der Jugendorganisationen der Republik Tatarstan“.
Seit 1994 bekleidete Gilmutdinow die Position des stellvertretenden Vorsitzenden des Staatlichen Komitees von Tatarstan für Kinder- und Jugendangelegenheiten. 2001 stieg er zum ersten stellvertretenden Minister Tatarstans für Jugend und Sport auf.
Bei der Parlamentswahl in Russland 2003 ließ sich Gilmutdinow zum Abgeordneten der Staatsduma wählen. Seitdem wird er immer wiedergewählt und vertritt dort die Fraktion Einiges Russland.
Wegen des Russischen Angriffskrieges gegen die Ukraine befindet sich Gilmutdinow seit Ende Februar 2022 auf der Sanktionsliste der westlichen Staaten.